# Flo förlag

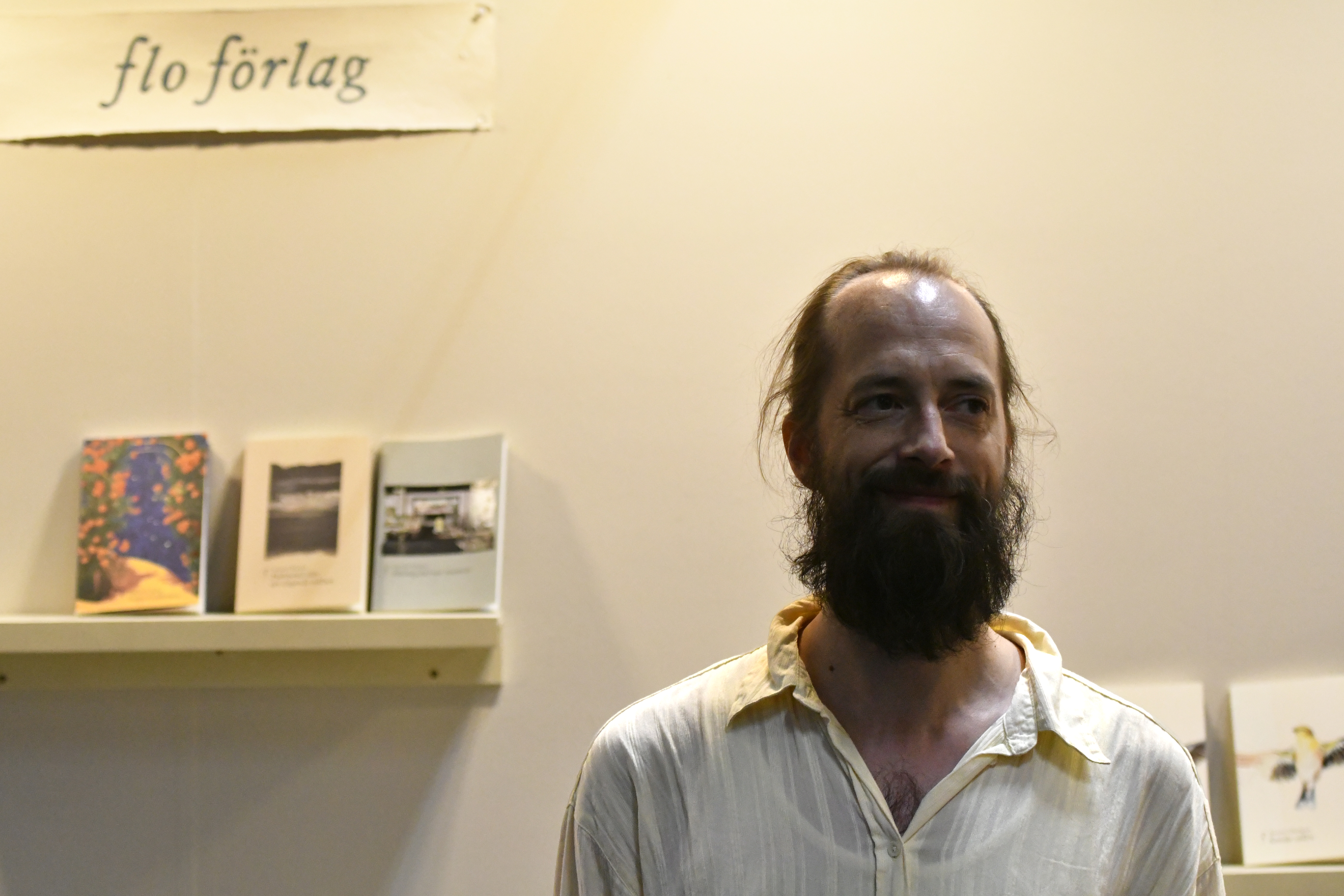
Flo förlag på bokmässan i Göteborg 2024.

Flo förlag är ett svenskt bokförlag som grundades 2018 och utger prosa från länderna runt Nordsjön. Förlagets tidiga utgivning fick ett positivt mottagande bland kritiker. Bland förlagets utgivna författare återfinns Kristín Eiriksdóttir, Ingvild Rishøi och Tor Ulven.